# 宗山书院坊
宗山书院坊，位于中国广东省潮州市潮安区金石，为潮州市潮安区文物保护单位，类型为古建筑，公布时间为1987年12月。
宗山书院坊的历史年代为明正德十二年。